# Hrvatska riječ (Subotica)
Hrvatska riječ su subotičke tjedne novine na hrvatskome jeziku. U povijesti su izlazile i kao dnevne novine.

## Osnovni podatci
ISSN im je 1451-4257.
Sjedište im je u Preradovićevoj 4.

## Povijest
Prvi broj je izašao 31. svibnja 1945. godine, kao latinično izdanje Slobodne Vojvodine, glasila Jedinstvene narodnooslobodilačke fronte Vojvodine. List je bio u zgradi Minerve imao uredništvo i tiskaru.

Organizirao ju je pisac Blaško Vojnić Hajduk, a od poznatijih suradnika Slobodne Vojvodine iz tog vremena, bili su Vladislav Kopunović, Stevan Kolar, Josip Kujundžić, Ljubomir Milin, Mileta Ognjanov, Đuro Kemenj, Antun Vojnić Purčar, Joso Šokčić, a kasnije i Balint Vujkov.
Jedno vrijeme list je bio izdavan u Novome Sadu, a tada su u Hrvatskoj riječi surađivali i Joso Kujundžić i Joso Šokčić.
"Slobodna Vojvodina" je izlazila svakoga dana osim četvrtka, sve dok ime urednika Dragutina Frankovića nije u listu bilo naznačeno. Posljednji broj „Slobodne Vojvodine“ objavljen u Subotici je od 25. kolovoza 1945.

Od 26. kolovoza 1945. ove dnevne novine izlaze pod nazivom „Hrvatska riječ“. Urednik je bio Dragutin Franković, iako mu ime nije bilo navađano u impresumu.

Od 6. prosinca 1946. „Hrvatska riječ“ izlazi kao tjednik.
Odlukom Kotarskoga (srp. sreskog) odbora SSRNV od 3. kolovoza 1956. godine, „Hrvatska riječ“ mijenja ime u Subotičke novine. Hrvatska riječ izašla je do broja 29.
Glavni i odgovorni urednici bili su od br. 19/204/1945. Dragutin Franković; od br. 87/1946. Ante Vojnić-Pučar; od br. 5/1949. Vladislav Kopunović; od br. 44/1950. Josip Kujundžić. ISSN Hrvatske riječi, glasila Narodne fronte Vojvodine je 2217-6241.

### Obnova rada
Kao "Hrvatska riječ" novine obnavljaju rad od 2003., od 31. siječnja.

Obnašatelj dužnosti glavnoga urednika je bio Zvonimir Perušić. Od br. 208 odgovorna urednica je Jasminka Dulić.
U ožujku 2009. godine je počelo djelovati televizijsko uredništvo "Hrvatske riječi". Izabralo se glavnoga urednika Josipa Stantića, dugogodišnjega televizijskog i radijskog novinara. Početni plan je emitiranje na Yu Eco televiziji, TV Srijemska Mitrovica, a otprije se radilo i priloge za RTV Vojvodine.

## Poznati suradnici
U ovaj popis ulaze osobe koje su stalno ili povremeno surađivale s ovim novinama.
(dopuniti popis)
- Neven Ušumović
- mons. Andrija Kopilović
- Stevan Raičković, srp. pjesnik, svoje prve radove je objavio u ovom listu,[6] na Božić, 25. prosinca 1945.

## Vanjske poveznice
- Službena stranica, digitalizirani primjerci
- Zapisi 46  Arhivirana inačica izvorne stranice od 21. kolovoza 2007. (Wayback Machine)
- Reagirati na neistine i uvrede  Arhivirana inačica izvorne stranice od 27. rujna 2007. (Wayback Machine)
- Hrvatska riječ  Arhivirana inačica izvorne stranice od 27. rujna 2007. (Wayback Machine) Razgovor s Antunom Vojnićem Purčarom: Ideja koja živi i danas
- Hrvatska riječ  Arhivirana inačica izvorne stranice od 14. listopada 2007. (Wayback Machine) na stranicama Medijske dokumentacije
- Radio Subotica  Arhivirana inačica izvorne stranice od 28. siječnja 2008. (Wayback Machine) »Subotičke novine« obilježavaju 115. obljetnicu od izlaska prvoga broja.